# Guarda Amazônica
A Guarda Amazônica líbia foi a denominação dada a um pequeno corpo de segurança feminino — de 30 a 40 unidades — responsável pela proteção direta à vida e à integridade física do ex-presidente da Líbia, Muammar al-Khadaffi. As amazonas tinham como dever zelar pela segurança de Khadaffi ainda que isto custasse-lhes a própria vida.
A corporação era composta de uma força especialmente treinada de guarda-costas mulheres supostamente virgens que dividiam, inclusive, habitações com o líder líbio. Durante um atentado terrorista em 1998, uma das amazonas do grupo morreu cravejada de balas, protegendo intacto o corpo de Khadaffi.